# جون رود (رسام)
جون رود (بالدنماركية: Johan Rohde)‏ هو مصصم جرافك ورسام دنماركي، ولد في 1 نوفمبر 1856 في راندرس في الدنمارك، وتوفي في 18 فبراير 1935 في هليرب ‏ في الدنمارك.

## معرض صور

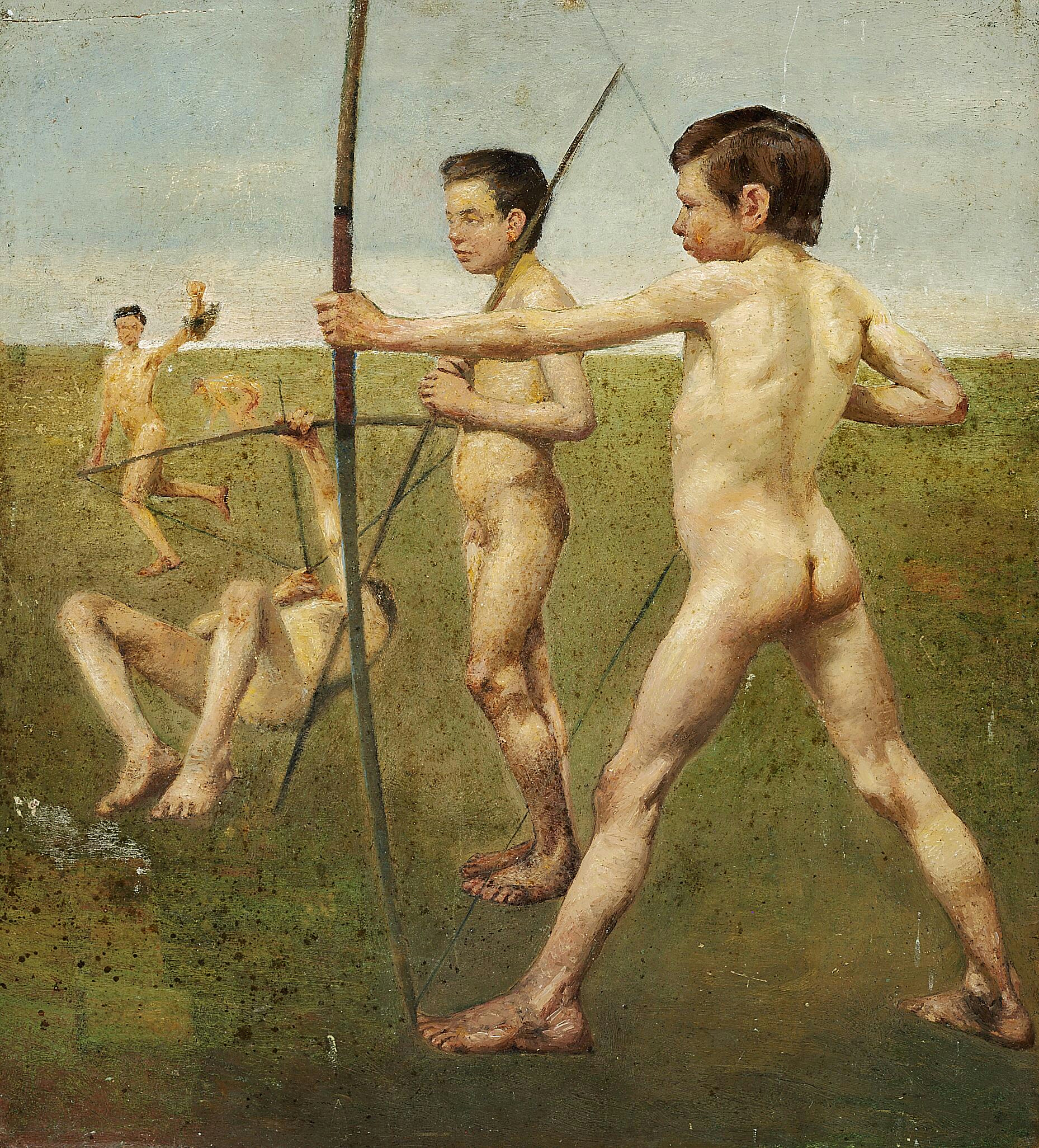
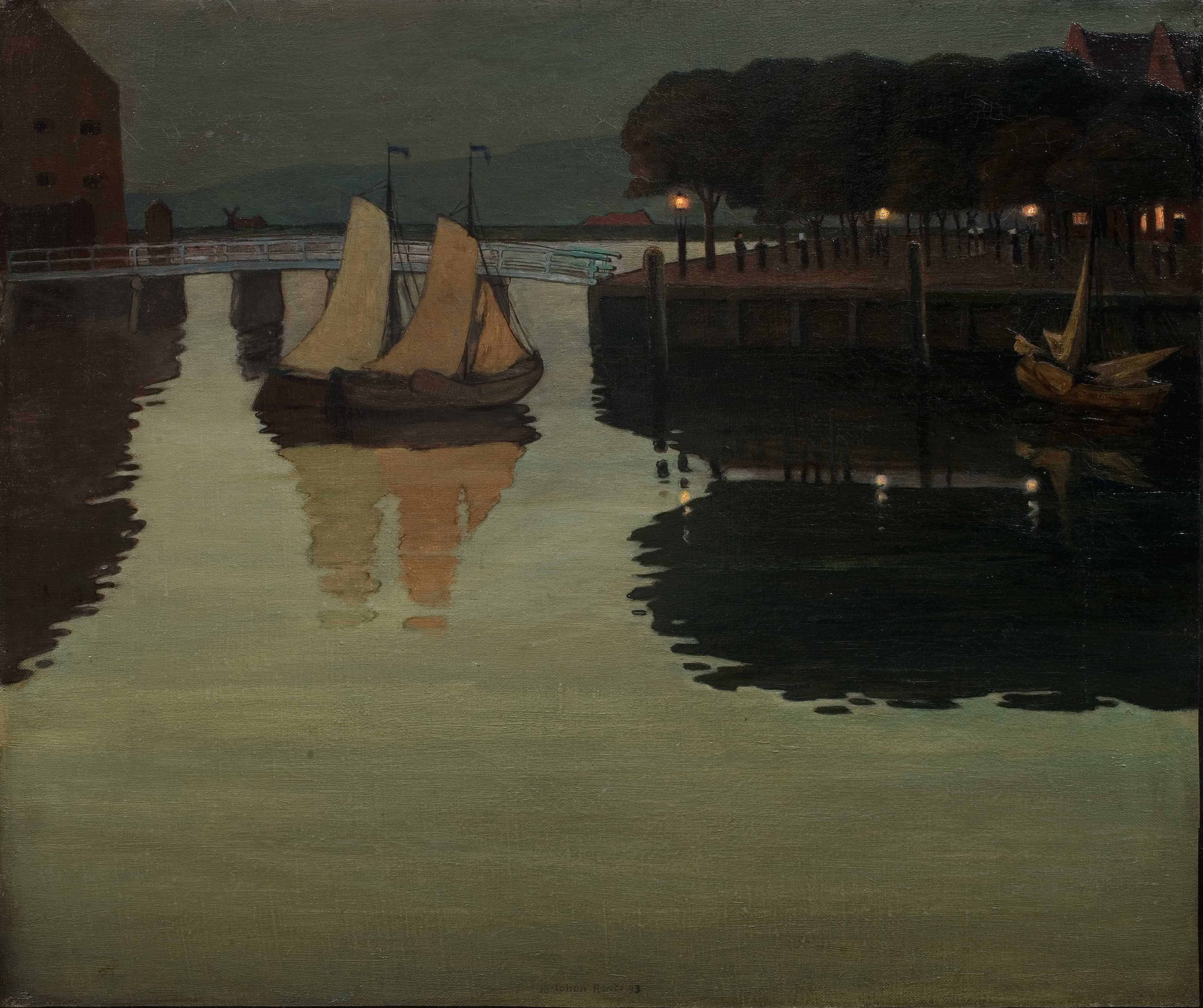
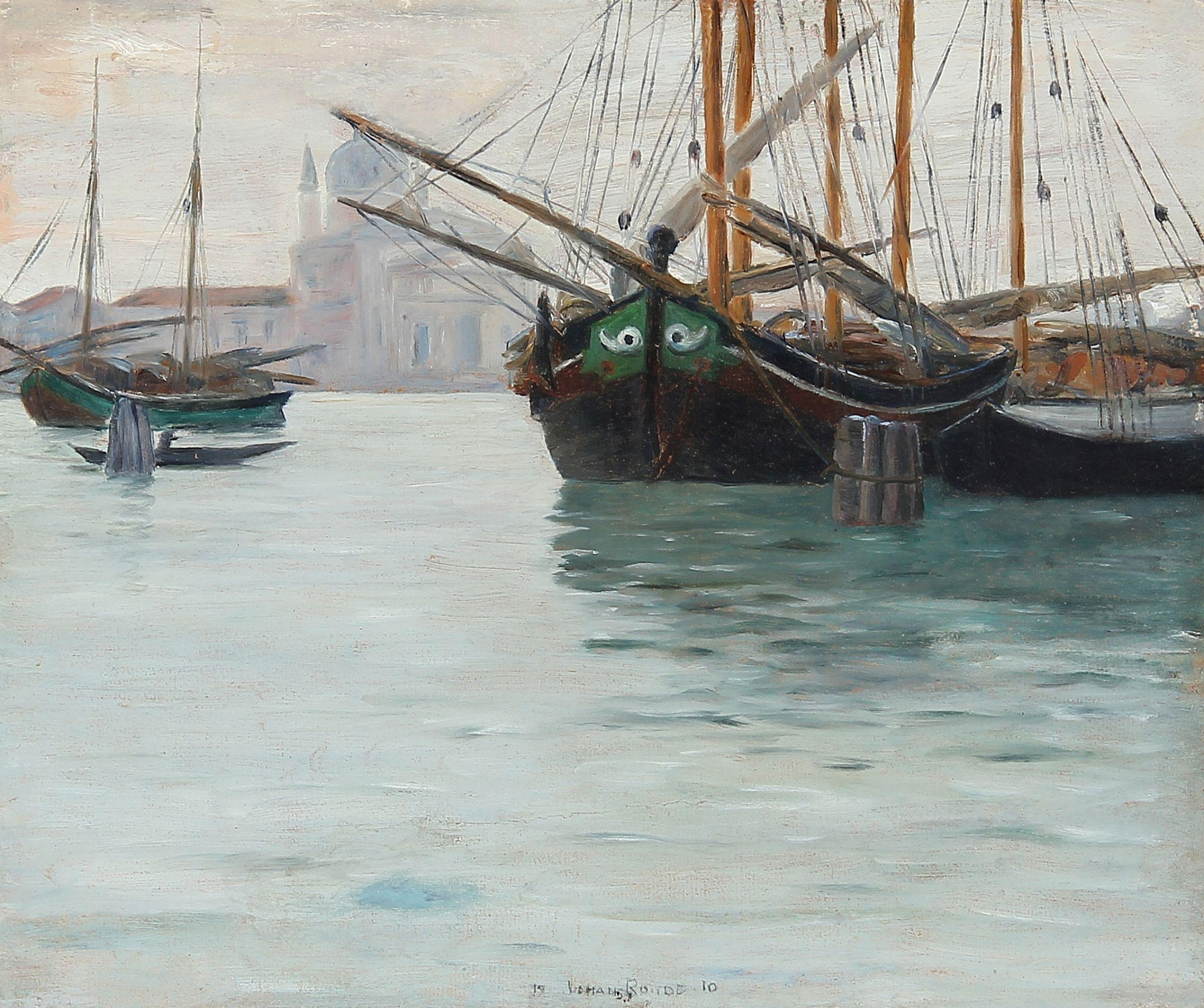
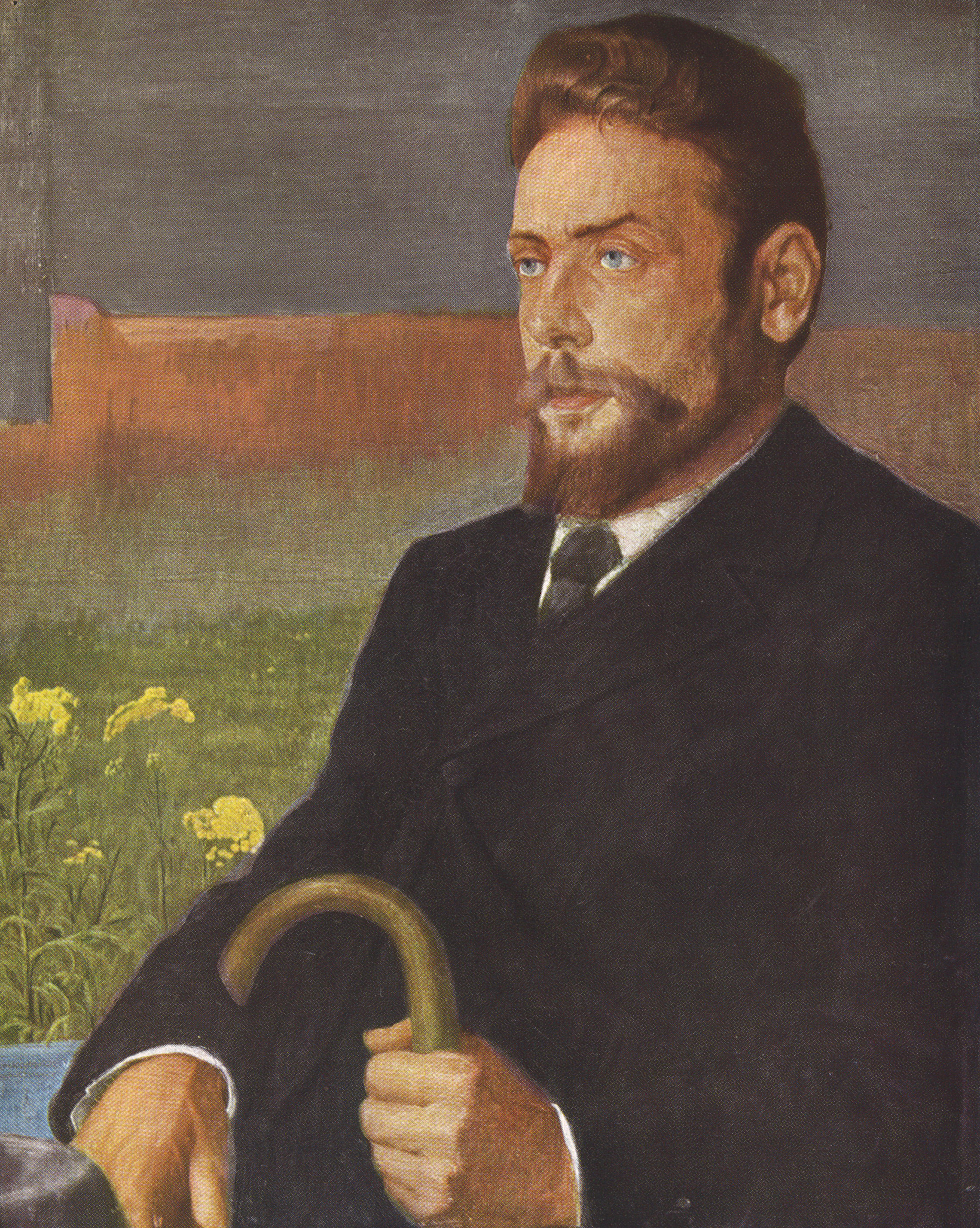
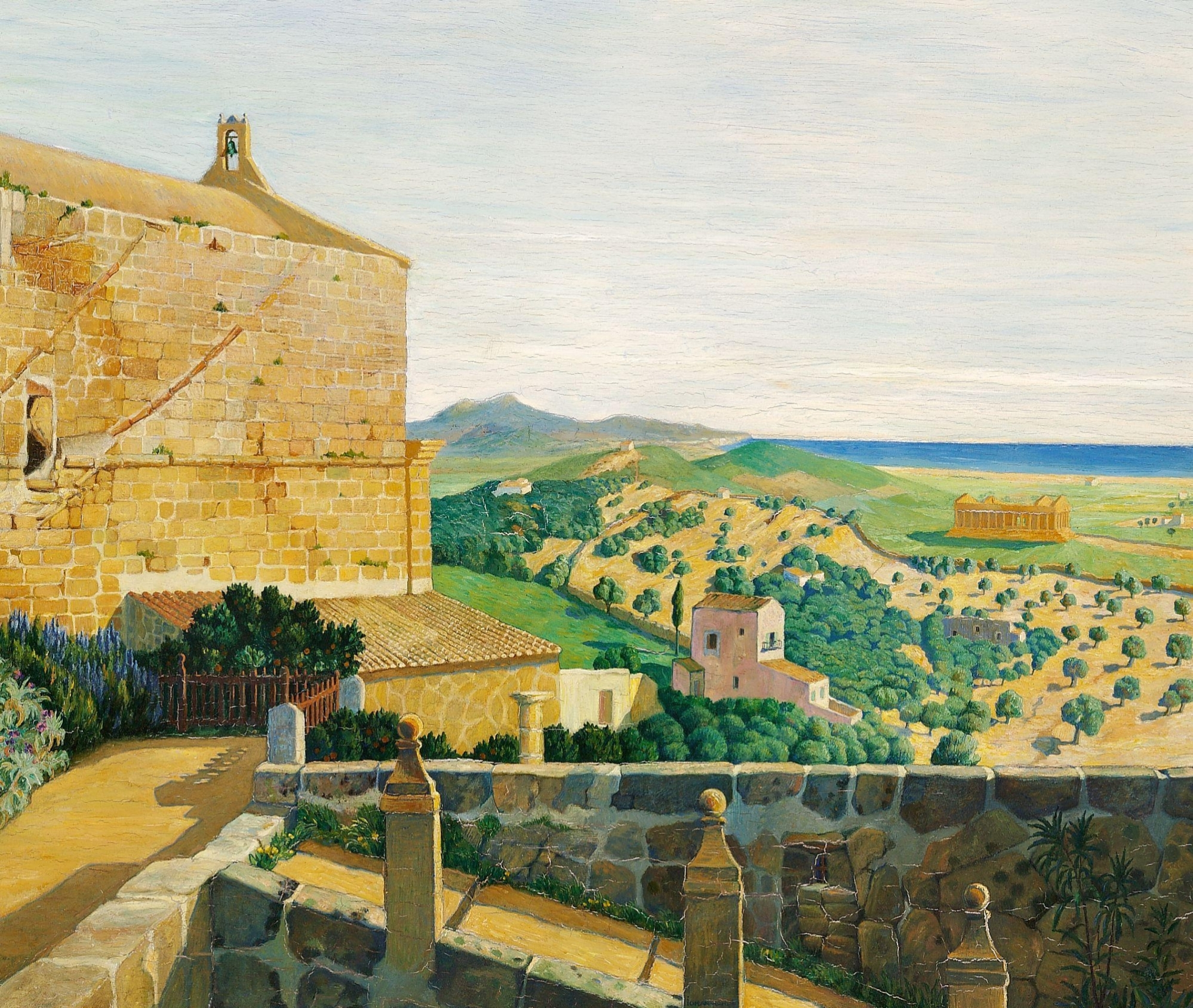